# 長生村立八積小学校
長生村立八積小学校（ちょうせいそんりつ やつみしょうがっこう）は、千葉県長生郡長生村にある公立小学校。明治17年に設立された。

## 校章の由来
校章はコスモスの花を三つに重ねて蕊に八積小学校の八小をかたどったもので、コスモスは誠実の意を表し、積かけると同時に児童・教師・父母或いは学校・家庭・社会の協力を表しているものである。

## 通学区域
- 金田、七井土、薮塚、水口、北水口、岩沼、信友

## 交通アクセス
- JR外房線 茂原駅西口:小湊バス（茂37系統）「八積小前」バス停下車
- JR外房線 八積駅より徒歩18分、車6分

## 著名な出身者
- 小髙陽一（長生村長）